# Radara divisalis
Radara divisalis är en fjärilsart som beskrevs av Walker 1865. Radara divisalis ingår i släktet Radara och familjen nattflyn. Inga underarter finns listade.